# John Morgan (artista)

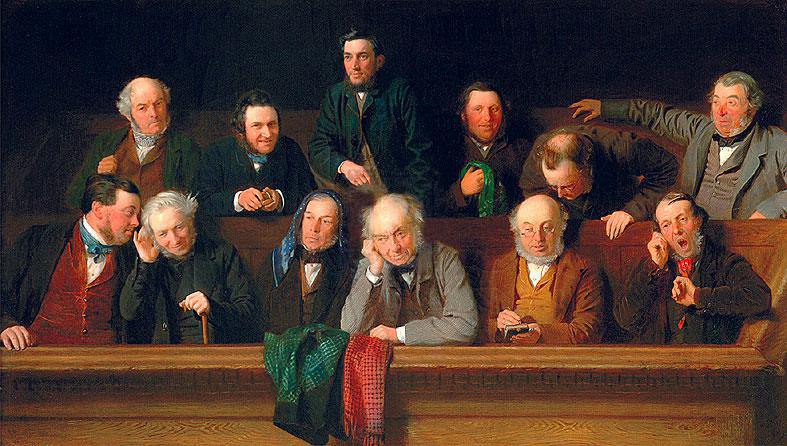
El jurado (1861)

John Morgan (n. 1822, Londres–f. 1885, Hastings) era un artista inglés exitoso del estilo de arte de género. 

## Vida
Nació en Pentonville, al norte de Londres. Estudió en la Escuela de Diseño de Londres y también entrenó en París bajo Thomas Couture. Mientras vivía en Aylesbury en 1861, encontró la fama con sus pinturas The Jury y The Country Auction. 

## Carrera
Era miembro de la Sociedad de Artistas Británicos (SBA), su trabajo fue influenciado por Thomas Webster y William Powell Frith. Su hijo Frederick Morgan era un artista igualmente popular, más conocido por His Turn Next, famoso por la campaña publicitaria del Jabón Pears.